# Damião Ancelmo de Souza
Damião Ancelmo de Souza (Paulo Jacinto, 2 de setembro de 1979) é um maratonista brasileiro.
Ex-vaqueiro, começou a praticar o esporte apenas aos 23 anos, e logo revelou aptidão para correr. Em sua primeira experiência, uma prova de oito quilômetros na pequena cidade alagoana de Paulo Jacinto, mesmo calçando tênis para futsal, obteve a quinta colocação. Seu irmão gêmeo, Cosme Ancelmo de Souza, foi ainda melhor e conseguiu a vitória. "Acho que só conseguimos ir tão bem porque já corríamos no nosso trabalho, atrás do gado, mesmo sem treinar".
Em março de 2009 foi vencedor da Meia Maratona de São Paulo e, em abril do mesmo ano, venceu a Meia Maratona Linha Verde, em Belo Horizonte. Venceu a Terceira Meia Maratona de Belo Horizonte.
Foi vencedor da Copa Brasil Caixa de Cross Country em 2011. Em 2012 venceu a Meia Maratona de Brasília e a prova de seis quilômetros do parque da cidade, em São José dos Campos.
Foi o melhor brasileiro na 87ª Corrida de São Silvestre, com a sétima colocação 

## Melhores Marcas
| Prova         | Marca    | Local                | Data      |
| 5000 Metros   | 13:56.20 | Rio de Janeiro (BRA) | 07/jun/09 |
| 10,000 Metros | 28:28.94 | Rio de Janeiro (BRA) | 04/jun/09 |
| 10 Kilometros | 28:54:00 | Brasilia (BRA)       | 28/jan/12 |
| 15 Kilometros | 44:53:00 | São Paulo (BRA)      | 31/dez/11 |
| 10 Milhas     | 48:27:00 | Vitoria (BRA)        | 02/set/12 |
| Meia Maratona | 01:02:24 | Foz do Iguacu (BRA)  | 08/jul/12 |
| 25 Kilometros | 01:18:44 | Aracaju (BRA)        | 17/mar/08 |
| Maratona      | 02:14:14 | Milano (ITA)         | 15/abr/12 |

## Principais Competições
| DATA       | Posição | Tempo    | Distancia     | Local                     | Competição                                    |
| 20/01/2008 | 2º      | 29:51:00 | 10 km         | Rio de Janeiro BRA        | Corrida Internacional de São Sebastião        |
| 09/02/2008 | 1º      | 30:46:00 | 10 km         | Itu BRA                   | Volta do Itu                                  |
| 17/02/2008 | 2º      | 39:26:00 | 12 km         | Rio de Janeiro BRA        | Brazilian Crosscountry Championships          |
| 30/03/2008 | 125º    | 39:00:00 | 12 km         | Edinburgh SCO             | IAAF World Crosscountry Championships         |
| 06/04/2008 | 13º     | 01:05:36 | Meia Maratona | Milan ITA                 | Stramilano Agonistica Internazionale          |
| 10/08/2008 | 3º      | 29:37:00 | 10 km         | São Bernardo do Campo BRA | Volkswagon Run                                |
| 31/08/2008 | 2º      | 01:03:12 | Meia Maratona | Praia Grande BRA          | Tribuna-Praia Grande                          |
| 28/09/2008 | 5º      | 30:21:00 | 10 km         | Campinas BRA              | Carrera Integración                           |
| 16/11/2008 | 1º      | 28:28:00 | 9.5 km        | Guaratinguetá BRA         | Guaratinguetá                                 |
| 23/11/2008 | 2º      | 29:38:00 | 10 km         | Sao Paulo BRA             | Sao Paulo Classic                             |
| 20/01/2009 | 1º      | 29:42:00 | 10 km         | Rio de Janeiro BRA        | Corrida Internacional de São Sebastião        |
| 24/04/2009 | 1º      | 28:56.81 | 10 km         | Rio de Janeiro BRA        | Campeonato Brasil de Fundo em Pista           |
| 04/06/2009 | 2º      | 28:28.94 | 10 km         | Rio de Janeiro BRA        | Troféu Brasil Caixa de Atletismo              |
| 07/06/2009 | 3º      | 13:56.20 | 5 km          | Rio de Janeiro BRA        | Troféu Brasil Caixa de Atletismo              |
| 20/06/2009 | 1º      | 29:23.57 | 10 km         | Lima PER                  | South American Championships                  |
| 21/06/2009 | 3º      | 13:57.94 | 5 km          | Lima PER                  | South American Championships                  |
| 05/07/2009 | 3º      | 01:04:02 | Meia Maratona | Foz do Iguacu BRA         | Cataratas                                     |
| 08/11/2009 | 3º      | 30:13:00 | 10 km         | San Pablo BRA             | Brasil GP Caixa-Cbat                          |
| 29/11/2009 | 4º      | 30:10:00 | 10 km         | Rio de Janeiro BRA        | Corrida Panamericana                          |
| 06/12/2009 | 8º      | 54:01:00 | 17.8 km       | Belo Horizonte BRA        | Volta do Pampulha                             |
| 10/01/2010 | 1º      | 29:27:00 | 10 km         | Brasilia BRA              | Corrida dos Reis                              |
| 27/02/2010 | 8º      | 36:39:00 | 12 km         | Guayaquil ECU             | South American Cross Championships            |
| 14/03/2010 | 1º      | 30:39:00 | 10 km         | Brasilia BRA              | Grancursos                                    |
| 01/05/2010 | 1º      | 34:15:00 | 11.6 km       | Brasilia BRA              | Corrida Día del Trabajador                    |
| 20/06/2010 | 1º      | 30:24:00 | 10 km         | San Pablo BRA             | Brasil Caixa                                  |
| 22/08/2010 | 3º      | 01:04:21 | Meia Maratona | Rio de Janeiro BRA        | Meia Maratona Internacional do Rio de Janeiro |
| 15/09/2010 | 2º      | 29:19.98 | 10 km         | Sao Paulo BRA             | Trofeu Brasil                                 |
| 16/10/2010 | 17º     | 01:03:07 | Meia Maratona | Nanning CHN               | IAAF Sinopec World Championships              |
| 28/11/2010 | 5º      | 29:54:00 | 10 km         | Rio de Janeiro BRA        | Corrida Panamericana                          |
| 05/12/2010 | 3º      | 54:14:00 | 17.8 km       | Belo Horizonte BRA        | Volta do Pampulha                             |
| 07/12/2010 | 1º      | 36:56:00 | 15 km         | Timbó BRA                 | Copa Brasil de Crosscountry                   |
| 20/01/2011 | 1º      | 29:55:00 | 10 km         | Rio de Janeiro BRA        | Corrida Internacional de São Sebastião        |
| 27/02/2011 | 3º      | 01:05:27 | Meia Maratona | San Pablo BRA             | San Pablo International                       |
| 29/04/2011 | 1º      | 28:45.9  | 10 km         | Sao Paulo BRA             | Brazilian Championships                       |
| 17/07/2011 | 1º      | 01:04:41 | Meia Maratona | Rio De Janeiro BRA        | Caixa do Rio De Janeiro                       |
| 07/08/2011 | 2º      | 48:43:00 | 10 mi         | Vitoria BRA               | Garoto                                        |
| 21/08/2011 | 3º      | 01:02:25 | Meia Maratona | Rio de Janeiro BRA        | Meia Maratona Internacional do Rio de Janeiro |
| 04/12/2011 | 2º      | 53:13:00 | 17.8 km       | Belo Horizonte BRA        | Volta do Pampulha                             |
| 31/12/2011 | 7º      | 44:53:00 | 15 km         | São Paulo BRA             | São Silvestre                                 |
| 28/01/2012 | 1º      | 28:54:00 | 10 km         | Brasilia BRA              | Corrida dos Reis                              |
| 04/03/2012 | 7º      | 01:04:23 | Meia Maratona | San Pablo BRA             | Sao Paulo                                     |
| 15/04/2012 | 8º      | 02:14:14 | Maratona      | Milan ITA                 | Barclays Milano City                          |
| 27/06/2012 | 1º      | 28:51.31 | 10 km         | Sao Paulo BRA             | Trofeu Brasil                                 |
| 12/08/2012 | 1º      | 29:22:00 | 10 km         | Recife BRA                | Circuito Caixa/Cbat                           |
| 19/08/2012 | 6º      | 01:04:33 | Meia Maratona | Rio de Janeiro BRA        | Meia Maratona Internacional do Rio de Janeiro |
| 02/09/2012 | 4º      | 48:27:00 | 10 mi         | Vitoria BRA               | Garoto                                        |
| 11/11/2012 | 4º      | 29:24:00 | 10 km         | Rio de Janeiro BRA        | Corrida Panamericana                          |
| 09/12/2012 | 4º      | 58:12:00 | 17.8 km       | Belo Horizonte BRA        | Volta do Pampulha                             |
| 18/08/2013 | 6º      | 01:04:11 | Meia Maratona | Rio de Janeiro BRA        | Meia Maratona Internacional do Rio de Janeiro |
| 01/12/2013 | 2º      | 54:07:00 | 17.8 km       | Belo Horizonte BRA        | Volta do Pampulha                             |
| 20/01/2014 | 1º      | 29:27:00 | 10 km         | Rio de Janeiro BRA        | Corrida Internacional de São Sebastião        |
| 31/08/2014 | 2º      | 01:04:17 | Meia Maratona | Rio de Janeiro BRA        | Meia Maratona Internacional do Rio de Janeiro |
| 31/12/2014 | 7º      | 46:10:00 | 15 km         | Sao Paulo BRA             | São Silvestre                                 |
| 06/12/2015 | 7º      | 54:38:00 | 17.8 km       | Belo Horizonte BRA        | Volta do Pampulha                             |
| 10/04/2016 | 1º      | 01:06:20 | Meia Maratona | Brasilia BRA              | Caixa de Brasilia                             |
| 11/12/2016 | 2º      | 45:10:00 | 15 km         | Sao Paulo BRA             | Carrera Sargento Gonzaguinha                  |
| 31/12/2016 | 15º     | 47:49:00 | 15 km         | Sao Paulo BRA             | São Silvestre                                 |
| 20/01/2017 | 4º      | 30:03:00 | 10 km         | São Sebastião BRA         | Corrida de São Sebastião Caixa                |
| 18/03/2017 | 1º      | 01:05:52 | Meia Maratona | Montevideo URU            | South American Championships                  |
| 25/20/2009 | 1º      | 01:08:14 | Meia Maratona | Guaratingueta BRA         | Frei Galvao                                   |